# Plainsboro Center
Plainsboro Center ist eine Siedlung und Census-designated place innerhalb der Gemeinde Plainsboro im Middlesex County, New Jersey, USA. Bei der Volkszählung von 2000 wurde eine Bevölkerungszahl von 2209 registriert.

## Geographie
Nach den Angaben des United States Census Bureaus hat die Ortschaft eine Gesamtfläche von 1,7 km2, wobei keine Wasserflächen miteinberechnet sind.

## Demographie
Nach der Volkszählung von 2000 gibt es 2209 Menschen, 1026 Haushalte und 572 Familien in der Stadt. Die Bevölkerungsdichte beträgt 1273,0 Einwohner pro km2. 53,19 % der Bevölkerung sind Weiße, 4,75 % Afroamerikaner, 0,05 % amerikanische Ureinwohner, 38,89 % Asiaten, 0,00 % pazifische Insulaner, 0,95 % anderer Herkunft und 2,17 % Mischlinge. 4,21 % sind Latinos unterschiedlicher Abstammung.
Von den 1026 Haushalten haben 29,1 % Kinder unter 18 Jahre. 48,8 % davon sind verheiratete, zusammenlebende Paare, 5,2 % sind alleinerziehende Mütter, 44,2 % sind keine Familien, 37,8 % bestehen aus Singlehaushalten und in 1,8 % Menschen sind älter als 65. Die Durchschnittshaushaltsgröße beträgt 2,15, die Durchschnittsfamiliengröße 2,90.
21,9 % der Bevölkerung sind unter 18 Jahre alt, 7,3 % zwischen 18 und 24, 51,1 % zwischen 25 und 44, 16,3 % zwischen 45 und 64, 3,4 % älter als 65. Das Durchschnittsalter beträgt 32 Jahre. Das Verhältnis Frauen zu Männer beträgt 100:107,6, für Menschen älter als 18 Jahre beträgt das Verhältnis 100:107,1.
Das jährliche Durchschnittseinkommen der Haushalte beträgt 70.759 USD, das Durchschnittseinkommen der Familien 81.201 USD. Männer haben ein Durchschnittseinkommen von 70.110 USD, Frauen 42.500 USD. Der Prokopfeinkommen der Stadt beträgt 36.555 USD. 3,8 % der Bevölkerung und 4,8 % der Familien leben unterhalb der Armutsgrenze, davon sind 3,6 % Kinder oder Jugendliche jünger als 18 Jahre und 35,8 % der Menschen sind älter als 65.